# Арктическая политика Финляндии
Арктическая политика Финляндии — проводимая государством внешняя и внутренняя политика, которая направлена на международное сотрудничество в рамках «Арктического совета», а также развитие области Лапландия, которая большей своей частью расположен за чертой Северного полярного круга. Основные положения были закреплены в «Финляндской стратегии развития арктического региона» (швед. Finlands nya arktiska strategi) которая была разработана в 2010 и принята в 2013 году. Цели арктической политики Финляндии включают в себя: укрепление позиций страны в Арктике, торговые интересы, защита окружающей среды, безопасность и стабильность положение северных регионов, международное сотрудничество в Арктике, а также сохранение коренных народов.

## История
В начале XXI века внимание к арктическим территориям, которые своими ресурсами способны приумножить благосостояние многих государств, резко возросло. Наряду с такими государствами, как США, Канада и Россия, о своих интересах в Арктике заявила и Финляндия, которая при этом не владеет прямым выходом в арктические морские воды. Взаимодействие с Финляндией, Норвегией и Швецией в районе «Северного Калотта» берёт своё начало в 1960-х годах. В 1993 году Финляндия была одной из стран — учредителей Совета Баренцева/Евроарктического региона. Более активный интерес к арктическому региону Финляндия начала проявлять во второй половине 90-х годов. Эта страна стояла у истоков создания проекта «Северного измерения общей внешней политики и политики в области безопасности ЕС» в 1997 году, а также «Северного измерения Евросоюза» в 2002 году.
По утверждению правительства страны для Финляндии, как для арктического члена ЕС, в арктическом сотрудничестве особое значение отведено Совету Баренцева/Евроарктического региона. В рамках этого сотрудничества Финляндия участвует во множестве многосторонних проектах с такими странами, как Россия, Норвегия и Швеция. В 2010 году Комитет по делам ЕС при кабинете министров Финляндии принял за основу проект «Финляндской стратегии для Арктического региона», сделав акцент на вопросах безопасности, экологии, экономики, инфраструктуры и коренных народов Арктики.
Основные цели и задачи Финляндии в Арктике, согласно Стратегии, заключаются в следующем:
- поддержание безопасности и суверенитета в регионе;
- защита окружающей среды;
- развитие экономики и инфраструктуры (совершенствование перевозок, судостроительная, лесная и горнодобывающая промышленность);
- защита интересов местных общин; в частности, в Стратегии говорится о том, что саамам Финляндии как коренному народу Арктики должно быть обеспечено право участия в принятии решений в тех вопросах, которые имеют к ним отношение[4];
- усиление деятельности международных организаций, прежде всего «Арктического совета»;
- разработка и активизация исследований в Арктике[4][5][6].